# Stephan Popel

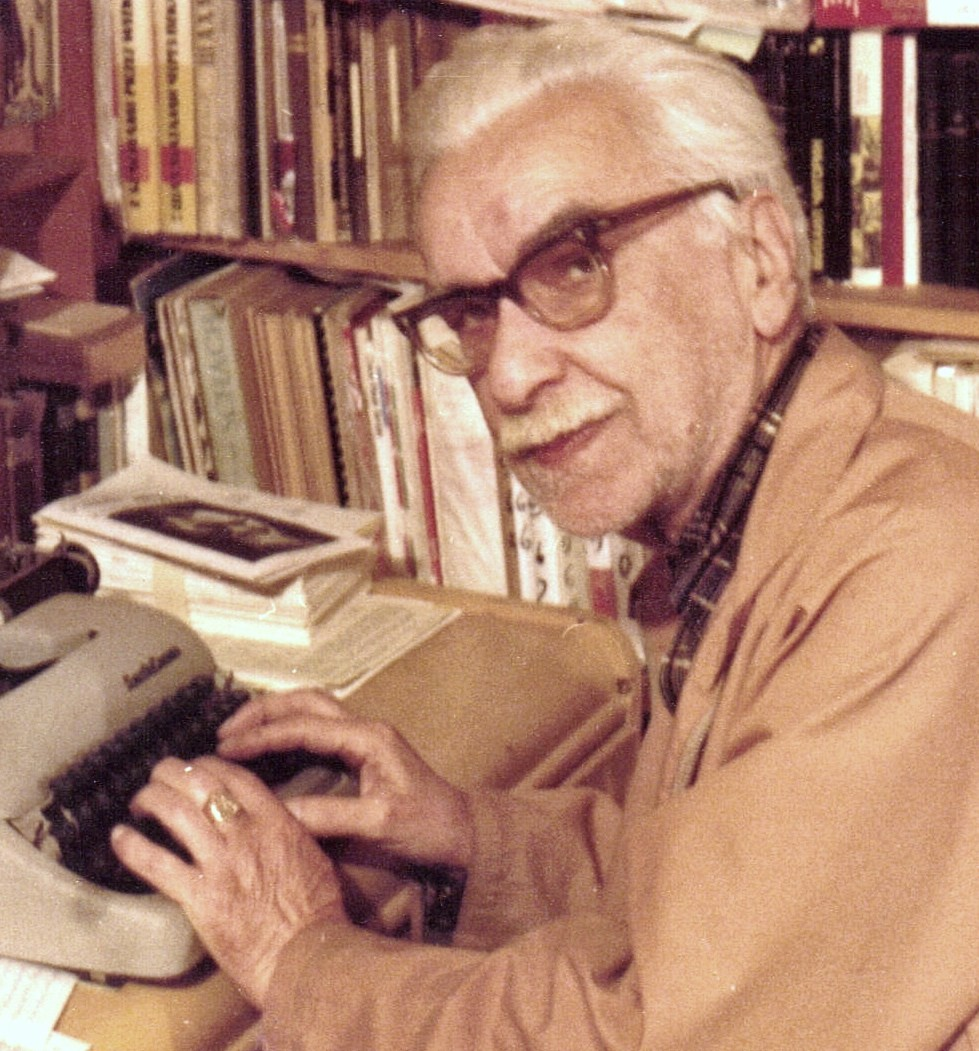
Stephan Popel in den 1970er-Jahren

Stephan Anton Popel (ukrainisch Степан Антон Михайлович Попель/Stepan Anton Mychailowytsch Popel / polnisch Stefan Popiel; * 15. August 1907 in Komarniki, Österreich-Ungarn; † 27. Dezember 1987 in Fargo, North Dakota) war ein polnisch-US-amerikanischer Schachmeister in Lemberg (heute Lwiw), Paris und schließlich in Nordamerika (USA und Kanada).

## Leben
Stephan Popel wurde 1907 geboren und wuchs in der Stadt Lemberg im ehemaligen Ostpolen auf. Im Jahre 1931 schloss er sein Studium der Fächer Französisch und lateinische Sprache und Literatur an der Universität Lemberg ab. Er fungierte bis 1944 außerdem als persönlicher Sekretär des Metropoliten der Ukrainischen Griechisch-Katholischen Kirche Andrej Scheptyzkyj.
Popel war der Neffe des Schachmeisters Ignatz von Popiel (1863–1941) und fand bereits in jungem Alter selbst Gefallen am Schach. Sein erstes Turnier spielte er schon im Alter von zwölf Jahren. Er wurde bald der beste Schachspieler in der Region und gilt heute als einer der wichtigsten Meister der Zeit vor dem Zweiten Weltkrieg in Europa.
Im Jahre 1929 gewann Popel die Meisterschaft in Lemberg. Er war außerdem in den Jahren 1929 und 1934 Mitglied des Lemberger Teams bei den 1. und 2. polnischen Mannschaftsmeisterschaften. Im Jahre 1934 war er außerdem Mitglied im polnischen Team bei der Fernschach-Olympiade. 1935 und 1936 nahm er an den polnischen Meisterschaften im Fernschach teil.
Im Jahre 1939 wurde seine polnische Heimat von dem nationalsozialistischen Deutschland und der Sowjetunion besetzt. Popel zog nach Krakau, wo er später sein Handbuch „Einführung in Schach“ verfasste. Als der Zweite Weltkrieg fortschritt, waren Stephan Popel und seine Verwandten jedoch gezwungen, in den Westen zu fliehen, um einer Deportation nach Sibirien zu entgehen. Im Jahre 1944 siedelte er nach Paris über, wo er ein Bekleidungsgeschäft betrieb. Er spielte nebenbei weiterhin Schach, nahm zwischen 1946 und 1955 an achtzehn internationalen Schachturnieren in Westeuropa teil und erreichte dabei 14-mal den ersten Platz.
In den Jahren 1950 und 1951 gewann Popel bei den Hastings Premier Reservate Major. Außerdem gewann er die Paris-Meisterschaft in den Jahren 1951, 1953 und 1954. Er belegte 1954 den vierten Platz bei den Meisterschaften in Saarbrücken und 1955/56 den zweiten Platz bei den Hastings Premier Reservate Major. In Paris war er Mitglied des Vereins Caïssa, mit dem er mehrfach den französischen Mannschaftspokal gewann.

### Immigration in die USA
Im Jahr 1956 erhielt Popel die Erlaubnis, in die USA zu migrieren. Er beherrschte zu diesem Zeitpunkt acht Sprachen (Polnisch, Ukrainisch, Russisch, Französisch, Deutsch, Griechisch, Latein und Englisch). Seinen Lebensunterhalt verdiente er sich mit dieser Fähigkeit als Übersetzer für die USA und Russland.
Popel und seine Frau Valentina Szapowa zogen nach Detroit, wo er verschiedene Sprachen unterrichtete. Er erlangte schnell einen weitreichenden Ruf als amerikanischer Schachmeister und gewann die Michigan State Championships von 1957, 1958 und 1959. Er gewann außerdem die North Central Open in Wisconsin 1957, wo sein größter Konkurrent Bobby Fischer nur auf dem sechsten Platz landete. 1958 wurde Popel vierter bei den North Central Open und sechster bei den Western Open, die beide von Pal Benko gewonnen wurden.
Um das Jahr 1960 zog die Familie noch einmal um, diesmal nach Fargo, wo Popel Professor für Französische Sprache und Literatur an der North Dakota State University wurde. Er fuhr fort, bei Turnieren anzutreten, um die finanziellen Verhältnisse der Familie aufzubessern, und wurde dabei in den Jahren von 1965 bis 1980 11-mal North Dakota Champion. 1983 wurde er dafür in die North Dakota Chess Hall of Fame aufgenommen. Meister wurde er außerdem in Ohio, Nebraska, Minnesota, Wisconsin und Illinois.
Der polnische Gelehrte Kazimierz Krawiarz kam im Jahre 1981 zu Forschungszwecken an die NDSU und es entwickelte sich eine enge Freundschaft zu Popel, der bereits 76 Jahre alt war. Krawiarz sagte, Popel sei jeden Morgen um 6 Uhr aufgestanden und habe jeden Tag bis 19 Uhr gearbeitet, ohne sich Zeit für Mahlzeiten oder eine Pause zu nehmen. Krawiarz sagte weiter, Popel sei bescheiden gewesen und habe sich beispielsweise geweigert, einen Führerschein zu machen, weil er der Meinung gewesen sei, dass Autos das amerikanische Leben zu sehr dominierten. Optisch ähnelte der inzwischen ergraute Popel Einstein in gewisser Weise und machte selbst Witze darüber. Wenn jemand ihm sagte, er sehe aus wie Einstein, so antwortete er nur „nicht Einstein, sondern Zweistein“.
Im Jahre 1987 starb Popel im Alter von 80 Jahren und wurde in Fargo begraben. Seine heute ukrainische Heimatstadt Lemberg veranstaltete in Erinnerung an Stephan Popel im Jahre 1996 das erste internationale Schachturnier.